# Ricky Butcher
Richard Francis "Ricky" Butcher es un personaje ficticio de la serie de televisión británica EastEnders, interpretado por el actor Sid Owen del 12 de mayo de 1988, hasta el 2000, Sid regresó en el 2002 y se fue en el 2004, posteriormente regresó de nuevo en el 2008 y desde entonces aparece en la serie. El 26 de febrero de 2011 Sid se tomó un tiempo de la serie y regresó el 13 de diciembre del mismo año y se fue el 17 de enero de 2012. Regresó de nuevo el 20 de junio y se fue el 29 de junio del mismo año.

## Biografía
Sid regresó el 20 de junio de 2012 para la boda de su hermana Janine Butcher, junto a su hermana Diane y sus hijos Tiffany y Morgan, sin embargo Sid se preocupa cuando Janine entra en labor en la recepción de la fiesta y su hija, Scarlett Moon nace prematuramente, Scarlett es llevada a una incubadora donde lucha por sobrevivir, antes de irse Sid tiene una pelea con Ray Dixon el madre biológico de Morgan pero terminan arreglándose, poco después Janine le pide a Sid que sea el padrino de Scarlett en su bautismo y el acepta, posteriormente decide irse nuevamente con Morgan, Tiffany y Diane.